# Józef Zygmunt (1896–1931)
Józef Zygmunt (ur. 27 grudnia 1896 w Janowie Lwowskim, zm. 12 grudnia 1931 w Łodzi) – żołnierz Legionów Polskich, podoficer Wojska Polskiego w II Rzeczypospolitej, kawaler Orderu Virtuti Militari.

## Życiorys
Urodził się w rodzinie Ludwika i Janiny z Orawskich. Uczeń szkoły wydziałowej. W 1914 wstąpił do Legionów Polskich i został przydzielony do 2 pułku piechoty. Walczył w bitwie pod Kaniowem i bronił Lwowa.
Od 1919 w odrodzonym Wojsku Polskim. Służył w 8 kompanii 2 pułku piechoty Legionów. Walczył na froncie litewsko-białoruskim.
Za bohaterstwo w walce odznaczony został Krzyżem Srebrnym Orderu Virtuti Militari
Po zakończeniu działań wojennych, w stopniu starszego sierżanta został zdemobilizowany. Zmarł w Łodzi, pochowany na cmentarzu wojskowym.
Był żonaty z  Marią z Okiermanów, dzieci: Ludwik, Zdzisław, Barbara.

## Ordery i odznaczenia
- Krzyż Srebrny Orderu Virtuti Militari (nr 3859)
- Krzyż Walecznych – 1 grudnia 1922 „za czyny orężne w czasie bojów Legionów Polskich”[2]